# Cycle du fer

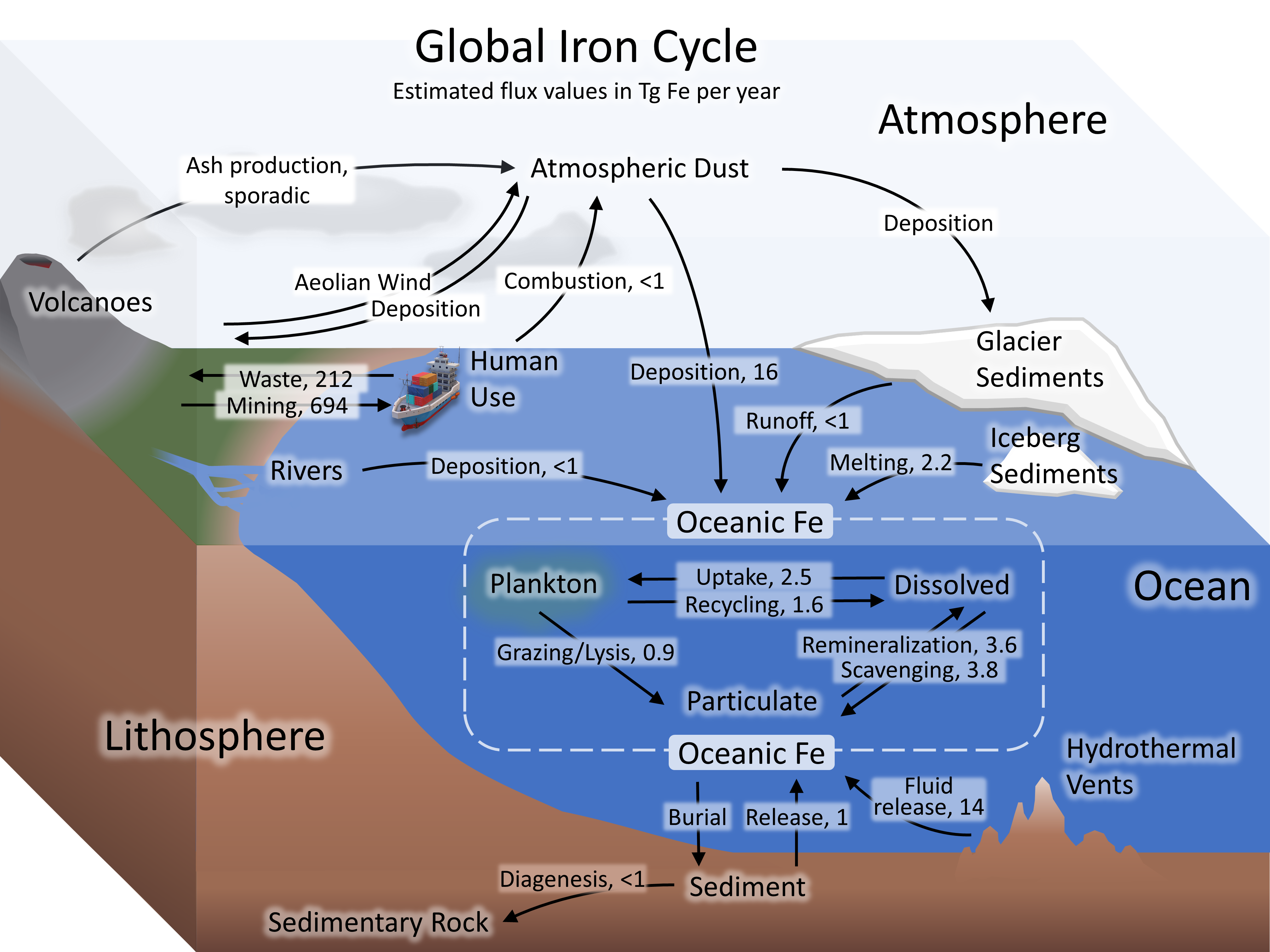
Cycle biogéochimique du fer : le fer circule dans l'atmosphère, la lithosphère et les océans. Les flèches étiquetées indiquent le flux en Tg de fer par an,,,. Le fer dans l'océan passe entre le plancton, les particules agrégées (fer non biodisponible) puis se dissout (fer biodisponible), et devient des sédiments par enfouissement,. Les cheminées hydrothermales libèrent du fer ferreux dans l'océan en plus des apports de fer océanique provenant de sources terrestres. Le fer atteint l'atmosphère par le volcanisme, vent éolien, et aussi via les combustions humaines. Dans l'Anthropocène, le fer est extrait des mines de la croûte terrestre et une partie est redéposée dans les dépôts de déchets.

Le cycle du fer (Fe) est le cycle biogéochimique du fer à travers l'atmosphère, l'hydrosphère, la biosphère et la lithosphère. Alors que le fer est très abondant dans la croûte terrestre, il est moins courant dans les eaux de surface oxygénées. Le fer est un micronutriment essentiel à la productivité primaire et un nutriment limitant dans l'océan Austral, le Pacifique équatorial oriental et le Pacifique subarctique. Ces régions océaniques sont dites à haute teneur en nutriments et à faible teneur en chlorophylle (HNLC).
Le fer existe sous plusieurs formes de degré d'oxydation allant de -2 à +7 ; cependant, il est principalement présent sous forme +2 ou +3 sur Terre et est un métal redox primaire actif. Le cycle du fer entre ses degrés d'oxydation +2 et +3 est appelé cycle du fer. Ce processus peut être entièrement abiotique ou facilité par des microorganismes, notamment des bactéries oxydant le fer. Les processus abiotiques comprennent la rouille des métaux ferreux, où Fe2+ est oxydé abiotiquement en Fe3+ en présence d'oxygène, et la réduction de Fe3+ en Fe2+ par des minéraux sulfurés de fer. Le cycle biologique du Fe2+ se fait par oxydation du fer et réduction des microbes,.